# Kodeks Lipitisztara
Kodeks Lipitisztara – sumeryjski zbiór praw z Isinu z przybliżeniem z XX wieku p.n.e.
Lipitisztar panował w Isin ok. 1934–1924 p.n.e. Kodeks z jego czasów zachował się w postaci fragmentów krótkich wyciągów. Materiał stanowią gliniane tabliczki sporządzone w Nippur. Prawdopodobnie zrekonstruowana treść to jedna trzecia całości (prolog, normy). Przepisy dotyczą m.in. małżeństwa i dziedziczenia.